# Marian Jakóbiec
Marian Jakóbiec (ur. 8 września 1910 w Hinowicach k. Brzeżan, zm. 27 kwietnia 1998 we Wrocławiu) – polski pisarz, literaturoznawca, historyk literatur słowiańskich, profesor Uniwersytetu Wrocławskiego.

## Życiorys
Urodził się 8 września 1910 we wsi Hinowice pod Brzeżanami, na Podolu, w rodzinie stelmacha, którego podczas wojny zamordowali Ukraińcy. Ukończył gimnazjum w Brzeżanach, zdał w 1930 maturę, następnie w 1935 studia slawistyczne i polonistyczne na Wydziale Humanistycznym Uniwersytetu Jana Kazimierza we Lwowie. Dzięki stypendiom Ossolineum i rządowemu wiedzę uzupełniał w Pradze (1933) i Belgradzie (1934, 1936, 1938).
W czasie II wojny światowej przebywał we Lwowie, uczestniczył w ruchu oporu, był związany z Batalionami Chłopskimi. Skierowany do prac w Delegaturze Rządu RP na Kraj, pełnił funkcję zastępcy szefa Biura Informacji i Propagandy na województwo lwowskie, tarnopolskie i stanisławowskie. W latach 1941–1944 współredagował pisma podziemne. Za działalność w konspiracji został odznaczony Krzyżem Walecznych.
Po wojnie przeszedł do służby w Ministerstwie Spraw Zagranicznych. W latach 1945–1947 był attaché prasowym i kulturalnym ambasady polskiej w Belgradzie. W czerwcu 1947 zamieszkał z rodziną we Wrocławiu. Objął kierownictwo Katedry Historii Literatury Rosyjskiej i innych Literatur Słowiańskich (1947–1953), Filologii Rosyjskiej (od 1953), dyrektor Instytutu Filologii Słowiańskiej (1971–1973), był organizatorem i dziekanem Wydziału Filologicznego (1951–1953, 1960–1961), prorektorem UWr (1961–1965). W 1951 r. habilitował się na Uniwersytecie Jagiellońskim. Otrzymawszy veniam legendi, awansował na stanowisko profesora nadzwyczajnego, a w 1959 – zwyczajnego.
Autor prac o polsko-rosyjskich stosunkach literackich, folklorze słowiańskim, literaturze ukraińskiej oraz literaturach południowosłowiańskich. Napisał m.in. opracowanie pt. Literatury narodów Jugosławii, w której przedstawił dzieje literatury serbskiej, chorwackiej, słoweńskiej i macedońskiej, jak również tradycje literackie Czarnogóry oraz Bośni i Hercegowiny.
Był również redaktorem i współautorem podręcznika pt. Literatura rosyjska.
Od 1938 był mężem serbskiej filolożki Natalii, z którą miał córkę Milicę Jakóbiec-Semkowową.
W 1980 odszedł na emeryturę. Zmarł we Wrocławiu. Pochowany 30 kwietnia 1998 na cmentarzu Grabiszyńskim (pole 34-25 (pas od p. 26)-908).

## Ordery i odznaczenia
- Złoty Krzyż Zasługi (19 lipca 1946)[3]
- Krzyż Walecznych
- Order Braterstwa i Jedności II klasy (Jugosławia)